# Heinrich Lang (peintre)
Pour les articles homonymes, voir Lang.
Heinrich Lang (né le 24 avril 1838 à Ratisbonne, mort le 8 juillet 1891 à Munich) est un peintre allemand.

## Biographie

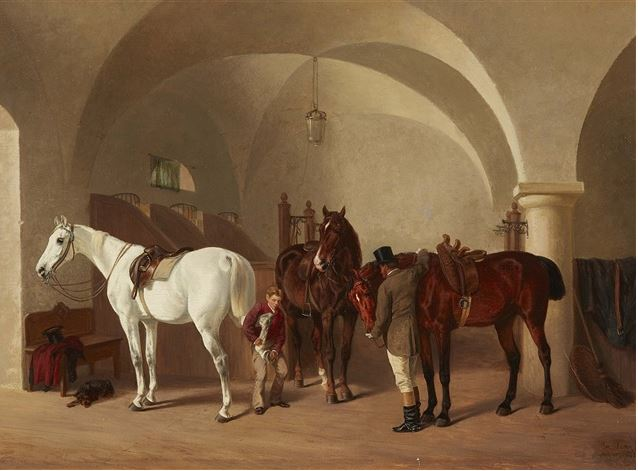
Avant le départ

Entre 1855 et 1857, Lang reçoit une formation auprès de Friedrich Voltz et Franz Adam à l'académie des beaux-arts de Munich. Il y étudie les chevaux à l'école vétérinaire et dans les haras de la maison de Tour et Taxis à Ratisbonne et Wurtemberg. Il fait plusieurs voyages en Hongrie. En 1866, 1867 et 1871 il séjourne à Paris, en 1874 à Düsseldorf. De 1866 à 1868, il participe au Salon de Paris. Il prend part à la guerre franco-allemande de 1870 en tant que peintre de bataille. Il travaille ensuite comme illustrateur et écrivain à Munich.
En 1883, il épouse la peintre paysagiste autrichienne Tina Blau qui s'est converti du judaïsme au protestantisme. Le couple s'installe à Munich où elle ouvre une école pour les femmes et peint des paysages et des natures mortes.